# Katarzyna Kiedrzynek
Katarzyna Kiedrzynek (ur. 19 marca 1991 w Lublinie) – polska piłkarka występująca na pozycji bramkarki we francuskim klubie Paris Saint-Germain. Reprezentantka Polski. Wcześniej grała w Motorze Lublin, którego jest wychowanką.

## Przebieg kariery
W 2015 roku jako pierwsza Polka w historii zagrała w finale Ligi Mistrzyń. Jej klub, Paris Saint-Germain, przegrał z 1. FFC Frankfurt (1:2). Została również wybrana do najlepszej 18-stki sezonu przez UEFA. W 2016 jej drużyna dotarła do półfinału Ligi Mistrzyń. W 2017, w barwach PSG, ponownie wystąpiła w finale Ligi Mistrzyń. Jej klub przegrał po rzutach karnych z Olympique Lyon (po 120 minutach 0-0; karne 7-6). W 2018 roku sięgnęła z PSG po Puchar Francji, po tym jak w finale rozegranym w Strasbourgu jej klub pokonał Olympique Lyon 1:0. W 2019 i 2020 roku dotarła do ćwierćfinału Ligi Mistrzyń. W maju 2020 roku, po siedmiu latach reprezentowania barw PSG, ogłosiła odejście z paryskiego klubu. Rozegrała w nim 119 meczów (84 ligowe, 11 w Pucharze Francji i 24 w Lidze Mistrzyń). Latem 2020 Kiedrzynek dołączyła do VfL Wolfsburg z trzyletnim kontraktem. 7 czerwca 2023 zdecydowała się wrócić do Paris Saint-Germain.
W grudniu 2014 zrezygnowała z gry w reprezentacji Polski. We wrześniu 2016 po zmianie selekcjonera wróciła do kadry i zagrała w meczu el. ME z Mołdawią. Została kapitanką reprezentacji Polski. 9 maja 2024 roku ogłosiła odejście z kadry narodowej w drużynie narodowej rozegrała 64 mecze.

## Sukcesy

### Indywidualne
- Najlepsza bramkarka ligi francuskiej: 2014/2015, 2015/2016, 2016/2017
- Jedenastka sezonu ligi francuskiej: 2014/2015, 2015/2016, 2016/17, 2018/2019
- Piłkarka roku w Plebiscycie Piłki Nożnej: 2015[11], 2016, 2017
- Drużyna sezonu Ligi Mistrzyń według UEFA: 2014/2015, 2016/2017[12]
- Nominowana do Women World XI FIFPro: 2015/2016[13], 2016/2017

### Drużynowe
- Puchar Francji: 2017/2018, 2023/2024
- Wicemistrzostwo Francji: 2013/2014, 2014/2015, 2015/2016, 2017/2018, 2018/2019, 2019/2020,2023/2024
- Finalistka Pucharu Francji: 2013/2014, 2016/2017, 2017/2018
- Finalistka Ligi Mistrzyń: 2014/2015, 2016/2017